# Олдувай

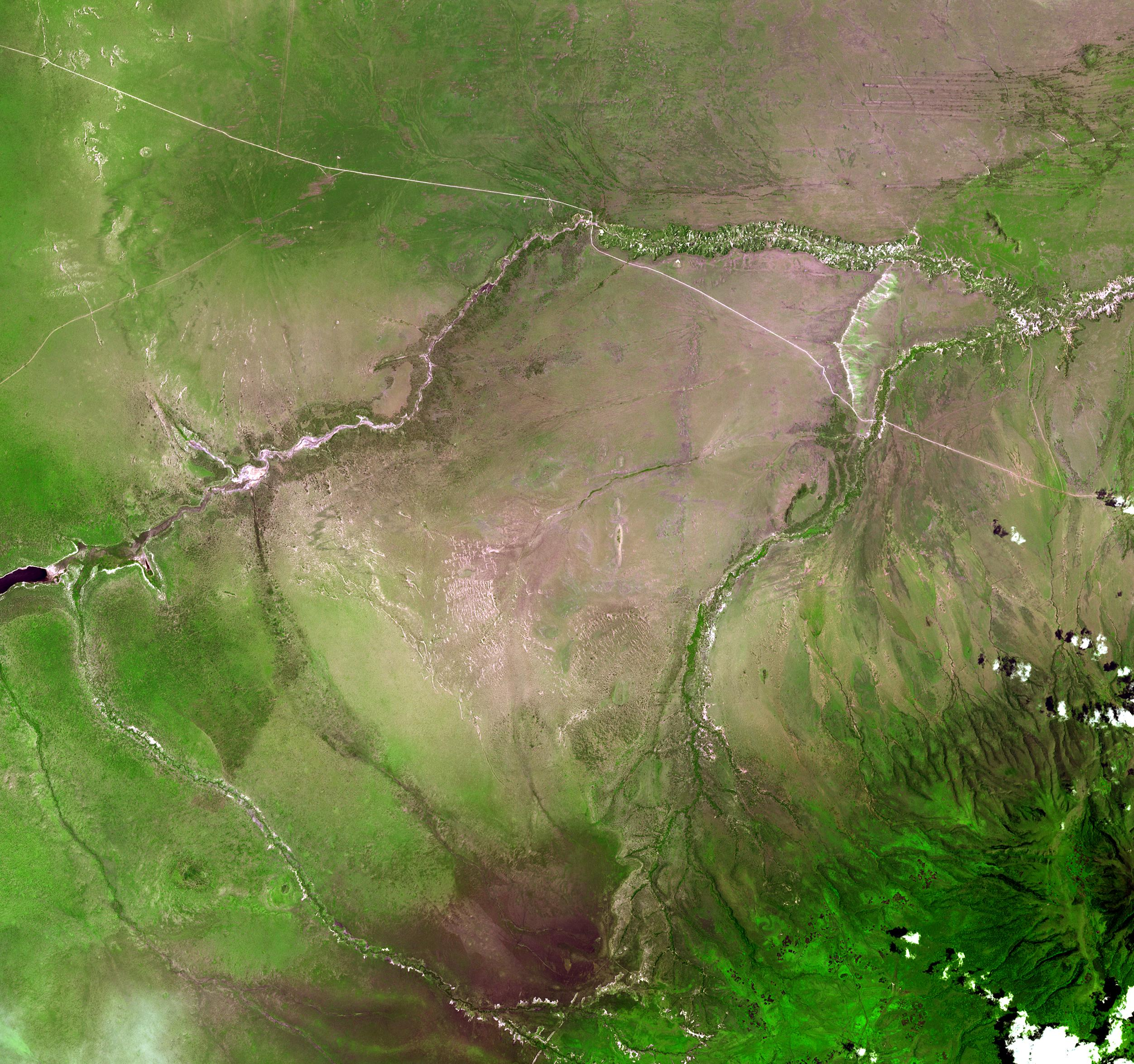
Світлина з космосу

Олдувай, Олдовай (Olduvai, Oldoway) — ущелина на півночі Танзанії, одна з найважливіших палеоантропологічних стоянок у світі. Численні пам'ятки, відкриті ущелиною, виявилися безцінними для розуміння ранньої еволюції людини. Крутосхилий яр у Великій рифтовій долині, що тягнеться через Східну Африку, має довжину близько 48 км і розташований на східній рівнині Серенгеті в межах заповідника Нґоронґоро в окрузі Олбалбал, розташованому в районі Нґоронґоро регіоні Аруша, приблизно за 45 кілометрів від Лаетолі, іншої важливої археологічної стоянки первісної людини. Британсько-кенійська команда палеоантропологів-археологів Мері та Луїса Лікі започаткувала розкопки та дослідницькі програми в ущелині. Це одна з національних історичних пам'яток Танзанії.
Це місцезнаходження є важливим у висвітленні розвитку та соціальної структури ранніх Australopithecina, що значною мірою проявляється у виготовленні та використанні кам'яних знарядь праці. Окрім знарядь праці, можна відзначити ознаки харчування падаллю та полювання, про що свідчить наявність слідів укусів, які передують слідам розрізання здобичі, а також співвідношення м'ясної та рослинної їжі в раціоні ранніх гомінін. Збирання знарядь праці та решток тварин на одній території свідчить про розвиток соціальної взаємодії та спільної праці. Всі ці фактори вказують на зростання когнітивних здібностей на початку періоду переходу гомінідів до гомінін, тобто до клади людей.
Homo habilis, ймовірно, перший ранній вид людини, заселив Олдувайську ущелину приблизно 1,9 мільйона років тому. Згодом на зміну йому прийшов парантроп, Paranthropus boisei, 1,8 млн років тому, а за ним — Homo erectus, 1,2 млн р.т. та Homo sapiens, який, за оцінками, виник приблизно 300 000 років тому, заселив місця в ущелині 17 000 років тому.